# Belleville (Kansas)
Belleville város az USA Iowa államában. Lakosainak száma 2007 fő (2020. április 1.).

## Népesség
A település népességének változása:

| 2010 | 1 991 |
| 2020 | 2 007 |